# Aegialia crescenta
Aegialia crescenta es una especie de escarabajo del género Aegialia, tribu Aegialiini, familia Scarabaeidae. Fue descrita científicamente por Gordon and Cartwright en 1977.
Especie nativa de los Estados Unidos. Mide aproximadamente 4,5 milímetros de longitud.